# Kurnubiinae
Kurbuniinae es una subfamilia de foraminíferos bentónicos de la familia Pfenderinidae, de la superfamilia Pfenderinoidea, del suborden Orbitolinina y del orden Loftusiida. Su rango cronoestratigráfico abarca desde el Liásico (Jurásico inferior) hasta el Maastrichtiense (Cretácico superior).

## Discusión
Clasificaciones previas incluían Kurbuniinae en la Superfamilia Ataxophragmioidea, así como en el suborden Textulariina del orden Textulariida o en el orden Lituolida.

## Clasificación
Kurbuniinae incluye a los siguientes géneros:
- Conicokurnubia †
- Gyroconulina †
- Kurnubia †
- Praekurnubia †